# 日野邦光
日野 邦光（ひの くにみつ）は、南北朝時代の公卿。藤原北家真夏流日野家、権中納言・日野資朝の子。官位は従三位・権中納言（南朝）、贈正三位。南朝に仕えた。幼名を阿新丸（くまわかまる）といい、『太平記』巻2「阿新殿事」に見える敵討の逸話によって古来著名である。

## 経歴

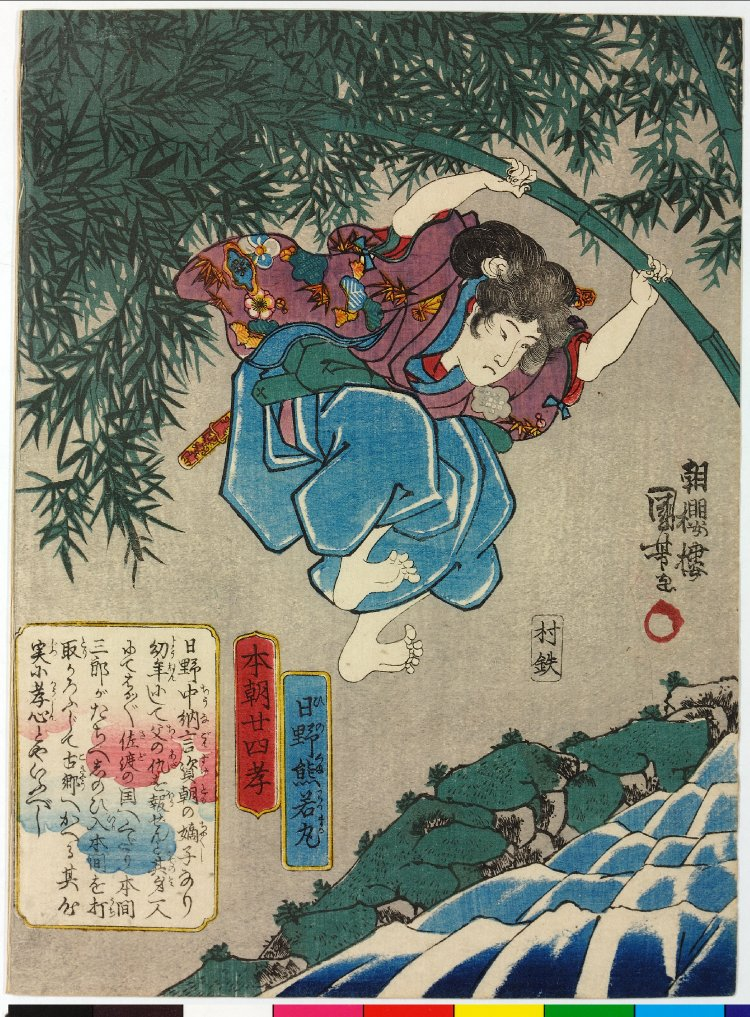
日野邦光、本朝廿四孝（1842年 - 1843年）

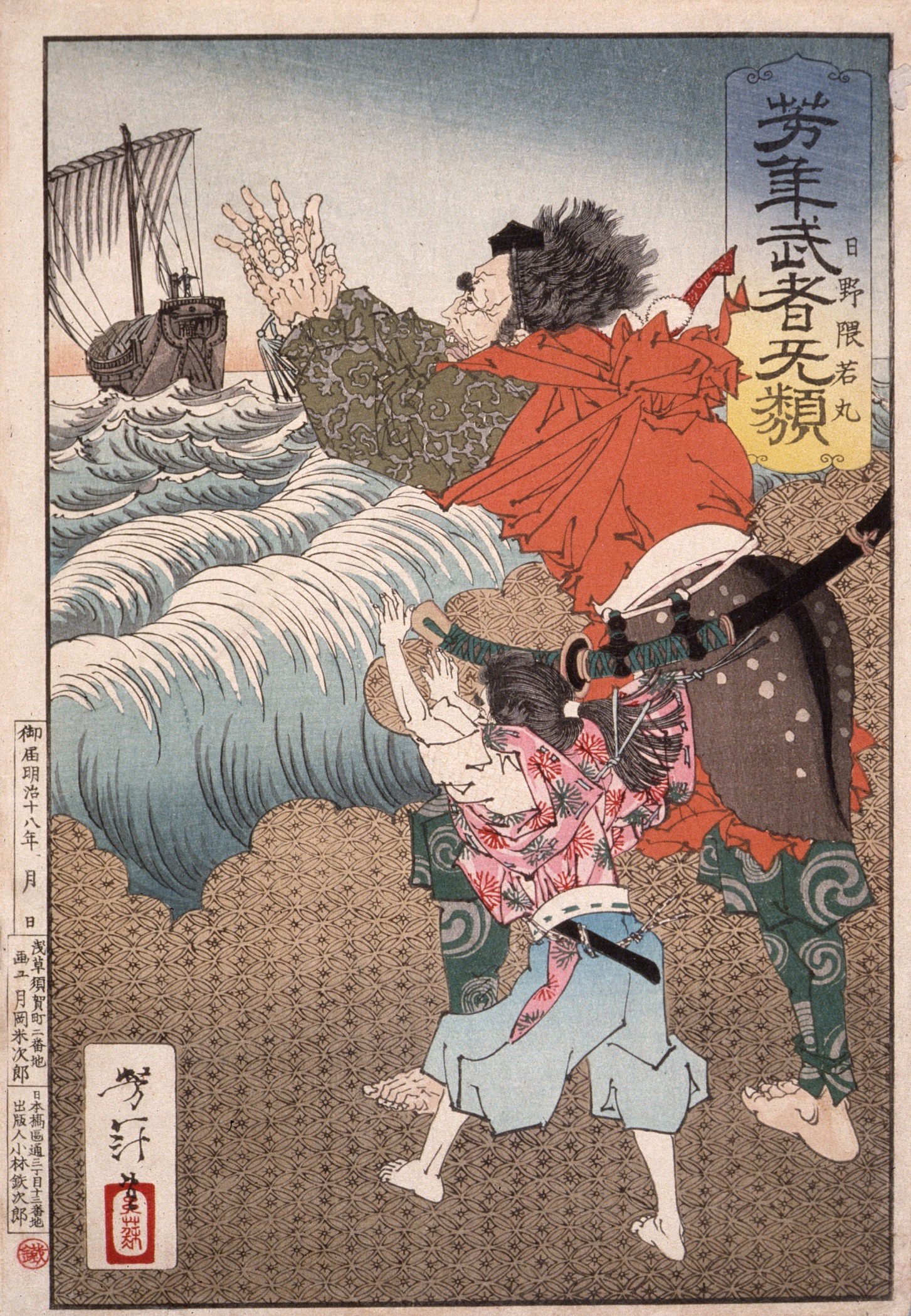
佐渡から脱出する少年時代の邦光。月岡芳年画

元亨4年（1324年）後醍醐天皇の倒幕計画に参画した父・資朝が北条氏に捕らわれ、佐渡国に配流された（正中の変）。その直後から一家は仁和寺の近辺に隠棲していたが、元弘2年/正慶2年（1332年）、阿新丸（邦光）は母の反対を押し切って佐渡に渡り、父との面会を求めたものの叶えられず、既に守護代・本間入道によって謀殺されたことを知ると敵討を決意する。夜間嵐に乗じて父の仇本間を襲い、入道は獲られなかったが、斬手の本間三郎（入道の甥という）を刺し殺した。その後、山伏に助けられて本間の追手をやり過ごし、商人船に乗って佐渡から脱出したという。
建武政権下では後醍醐天皇に仕え、延元元年/建武3年（1336年）3月に派遣された石清水臨時祭舞人の中に「左兵衛権佐邦光」と見える。延元4年/暦応2年（1339年）石見国国司として新田義氏と共に同国へ下向。翌興国元年/暦応3年（1340年）8月豊田城で守護・上野頼兼率いる北軍を一旦退けたが、10月その反撃に遭って敗れ、次いで稲積城に立て籠ったものの、興国2年/暦応4年（1341年）2月再び頼兼に攻められて落城した。
その後は石見を離れて左兵衛督に転じ、後村上天皇綸旨の奉者となったが、正平5年/観応元年（1350年）10月宇治惟時の帰参を促すべく、勅使として九州へ下向。正平7年/文和元年（1352年）肥後国に在国し、惟時に対する帰参の条件として、征西将軍・懐良親王の吹挙と菊池武光の請文を約束した。正平9年/文和3年（1354年）6月までに権中納言に任じられ、正平16年/康安元年（1361年）12月四条隆俊・細川清氏らと京都に乱入し、2代将軍・足利義詮を近江国へ一時駆逐したが、以後は史料上の所見がない。『南朝公卿補任』によれば、正平18年/貞治2年（1363年）薨去した。
明治時代の修身教育においては、忠孝二つながら全うした人物として大いに喧伝され、大正4年（1915年）11月10日に正三位を追贈されている。

## 史跡
- 妙宣寺 (佐渡市) - 本間氏の雑太城跡に移建され、境内には資朝の墓や阿新丸の隠れ松なるものが伝わる。
- 大膳神社 - 邦光の仇討ちを助けて処刑された大膳坊を祀る。[2]